# Leschères-sur-le-Blaiseron
Leschères-sur-le-Blaiseron là một xã thuộc tỉnh Haute-Marne trong vùng Grand Est đông bắc nước Pháp. Xã này nằm ở khu vực có độ cao trung bình 250 mét trên mực nước biển.